# Nazeris
Nazeris (лат.) — род коротконадкрылых жуков из подсемейства Paederinae (Staphylinidae). Более 200 видов.

## Распространение
Палеарктика и, частично, Ориентальная область: от Западной Европы и Северной Африки до Японии, Китая и Вьетнама. В Гималаях встречаются на высотах от 1700 до 4200 м.

## Описание
Мелкого размера коротконадкрылые жуки, почти все (за редким исключением) бескрылые. Длина тела около 0,5 мм. Усики прикрепляются у переднего края головы. Тарзальная формула (число члеников лапок): 5-5-5. Метакоксы задних ног узкие, треугольные. Встречаются в подстилочном слое в лесах и кустарниковых зарослях. Имаго в Южной Европе обнаруживаются почти круглогодично, главным образом, весной и летом.

## Систематика
Более 200 видов. Род был впервые выделен в 1873 году французским натуралистом Альбером-Огюстом Фовелем (1851—1909) и ревизован в 1990—2000-е годы немецким колеоптерологом Волкером Ассингом (Volker Assing, 1956—2022; Ганновер, Германия). Монофилия рода подтверждена строением эдеагуса самца, обладающим уникальными среди подсемейства Paederinae признаками.
- Виды (>200): N. abbreviatus — N. aculeatus — N. acutus — N. adentatus — N. aestivalis — N. affinis — N. alesianus — N. algarvensis — N. alishanensis — N. alishanus — N. alishanus — N. alpinus — N. alticola — N. ammonita — N. angulatus — N. angustus — N. anhuiensis — N. annapurnae — N. appendiculatus — N. apterus — N. atlanticus — N. baihuaensis — N. baishanzuensis — N. bangmaicus — N. barbatissimus — N. barbatus — N. barbimpressus — N. barbisternalis — N. barbiventris — N. bernhaueri — N. besucheti — N. bicornis — N. bicuspis — N. bilamellatus — N. bipenicillatus — N. bisinuosus — N. brevipennis — N. brunneus — N. calvus — N. canaliculatus — N. cangicus — N. caoi — N. castratus — N. centralis — N. cephalotes — N. chinensis — N. circumclusus — N. clavatus — N. compressus — N. confluens — N. coomani — N. cornutus — N. cultellatus — N. curtipennis — N. curtipennis — N. curvus — N. custoditus — N. daliensis — N. damingshanus — N. dayaoensis — N. densissimus — N. densiventris — N. diffissus — N. dilatatus — N. disinteger — N. dissectus — N. elegans — N. emeianus — N. excisus — N. exsectus — N. extensus — N. femoralis — N. femoralis — N. firmilobatus — N. fissus — N. flavapicalis — N. flavocaudatus — N. flexus — N. foliaceus — N. formidabilis — N. formosanus — N. foveatus — N. fractus — N. franzi — N. fujianensis — N. furcatus — N. giganteus — N. gilvapicalis — N. glabriventris — N. gotoi — N. grandis — N. guizhouensis — N. hailuogouensis — N. hasegawai — N. hasegawai — N. hastatus — N. hayashi — N. hikosanus — N. hippi — N. hirsutiventris — N. hisamatsui — N. huanghaoi — N. huanxipoensis — N. iaculatus — N. ibericus — N. imberbis — N. imitator — N. inaequalis — N. incisus — N. indicus — N. inexcisus — N. infractus — N. isaotakanoi — N. ishiianus — N. izuensis — N. jaenicus — N. jiulongshanus — N. jizushanensis — N. kleebergi — N. laevis — N. lanuginosus — N. laticeps — N. lijinweni — N. lingulatus — N. longilobatus — N. longilobus — N. luoi — N. luojicus — N. magnus — N. masaohayashii — N. matsudai — N. megalobus — N. meilicus — N. micangicus — N. minor — N. monticola — N. motuensis — N. nabanhensis — N. naomii — N. nepalensis — N. nevadensis — N. nigritulus — N. nigriventris — N. nipponicus — N. niutoushanus — N. nivimontis — N. nomurai — N. odzisan — N. ohkurai — N. okinawanus — N. okinawanus — N. omogonis — N. optatus — N. optatus — N. ornlsus — N. pacificus — N. pallidipes — N. parabrunneus — N. parvilobatus — N. parvincisus — N. penicillatus — N. peniculatus — N. persimilis — N. proiectus — N. puetzi — N. pugiofer — N. pulcher — N. pulcher — N. punctatissimus — N. pungens — N. qingchengensis — N. qini — N. quadraticeps — N. rectus — N. reticulatus — N. robustus — N. rotundatus — N. rougemonti — N. ruani — N. rutilicorpus — N. sadanarii — N. sagittifer — N. schawalleri — N. schuelkei — N. secatus — N. seguricus — N. sengleti — N. shaanxiensis — N. shenshanjiai — N. shibatai — N. shizukuishii — N. siamensis — N. sikh — N. sikkimensis — N. silvestris — N. simulans — N. smetanai — N. sociabilis — N. spiculatus — N. subdentatus — N. suensoni — N. suensoni — N. taichii — N. taiwanus — N. taiwanus — N. tangi — N. tani — N. tenuipennis — N. tianmuensis — N. tramtonus — N. tricuspis — N. trifolius — N. trifurcatus — N. truncatus — N. turcicus — N. uenoi — N. umbilicatus — N. validus — N. vernalis — N. vexillatus — N. vietnamensis — N. vuvanlieni — N. watanabei — N. wollastoni — N. wrasei — N. wuliangicus — N. wuyiensis — N. xuwangi — N. yaeyamanus — N. yandangensis — N. yanyingae — N. yasuakii — N. yasutoshii — N. yoshidai — N. yulongicus — N. zhangi — N. zhemoicus — N. zhujingwenae
- Виды Западной Палеарктики (Европы и С.Африки): N. algarvensis — N. atlanticus — N. curtipennis — N. ibericus — N. laticeps — N. nevadensis — N. sengleti
- 2021 (Китай): N. shengtangus, N. songi, N. curvilaminatus[8]
- 2022 (Китай): N. ingentis, N. resimus, N. leigongensis, N. yujiei, N. muricatus, N. excertus, N. serratus[9]
- 2023 (Китай): N. qilinshanensis[10]; N. jiuwanensis, N. qingshuius, N. yangmeius[11]; N. mirabilis, N. dinggyensis, N. jifuensis, N. wenxuani, N. gladius, N. gyirongensis, N. yadongensis[12]